# 革命造反歌
《革命造反歌》是红卫兵歌曲之一。

## 历史
北大附中红旗战斗小组文娱委员少华，1966年6月4日替同组学生阎恒的快板诗《文化革命幹一场》谱曲，以此作为本组织战歌。曲调为队列歌曲中典型的进行曲式节奏，通俗明快，高亢奔放，铿锵有力，富于鼓动性。一旦脱离了既往校园生活模式的束缚，面对革命（文化革命、教育改革、阶级斗争）和未知历史的召唤，他们充满无限可能性的憧憬。红卫兵自己作词作曲演唱，直接源于生活的品格使这首歌格外贴近他们的思想感情，非常传神地表现了那个时代的精神风貌，和被狂热所鼓动的青年学生的精神亢奋状态。
最初的歌词为：“拿起笔，作刀枪，集中火力打黑帮。敢想、敢说、敢造反，文化革命当闯将。忠于革命忠于党，党是我的亲爹娘。谁要敢说党不好，马上叫他见阎王。”
在流行中加工定型、显得更加完整的歌词由三段构成：

拿起笔，作刀枪，集中火力打黑帮。革命师生齐造反，文化革命当闯将！

忠于毛主席忠于党，刀山火海我敢闯。革命后代举红旗，毛澤東思想放光芒！

歌唱毛主席歌唱党，党是我们亲爹娘。谁要敢说党不好，马上叫他见阎王！

（在实际演唱时，通常要在结尾处加上呐喊声：“杀！杀！杀——嘿！”以渲染加强气势。）
同年7月1日在北大附中的海淀区各中等学校红卫兵集会上演出，并从此跨出校门在社会上广为传唱。在传唱过程中被定名为《革命造反歌》，还给配上了肢体语言简单夸张、热烈煽情的街头群舞。北大附中红旗战斗小组是与清华附中红卫兵齐名的最早的学生造反组织，因得到毛泽东的肯定而名声大振，在中共八届十一中全会后统一在红卫兵名号下。这样纯正的老资格组织背景，也为这首歌的流行增加了过硬筹码。新华社播发8月18日毛泽东第一次检阅红卫兵消息时（8月21日），把现场高唱的这首歌与《东方红》、《大海航行靠舵手》并列在一起，有很强暗示性。
此后每当红卫兵走上街头，进行集会，集合，演讲，张贴传单、标语和大字报，抄家、开批斗会时，都要唱这首歌。它成了红卫兵的“国际歌”，成了红卫兵的文化标志。凭着这样的歌声，他们在哪里都可以找到自己的战友。
1966年9月30日在人民大会堂举行的国庆招待会上，由周恩来安排，该曲以300人合唱队庞大阵容，向中外来宾演出。不久中央人民广播电台和北京人民广播电台为该曲录音，并在节目中反复播出，其传播速度更快；甚至飘扬过海，传到了日本和亚非欧美国家。一时间，成为造反派组织共同的战歌，是1966年中国流行最广的群众歌曲。甚至被亲切而不无夸张地称为“《国际歌》的儿子”。

## 使用
安东尼奥尼纪录片《中国》（1972），和文革后姜昆相声《如此照相》、电影《枫》（1980）的配乐（作曲傅庚辰）、谢晋《牧马人》（1982）、贝尔纳多·贝尔托鲁奇的奥斯卡获奖影片《末代皇帝》（1987），《潘金莲之前世今生》（1989），多国合拍片《红色小提琴》（1998）都选用了该曲作为文革最有代表性的背景音乐。它于是很容易成为对文革进行类型化（简单化、道德化）的方便的反讽象征。个别流传的版本里词作者署名“彭小蒙”，系误传。